# Тонколили (окръг)
Тонколили (на английски: Tonkolili) е един от 12-те окръга на Сиера Леоне. Разположен е в северната провинция на страната. Столицата на окръга е град Магбурака. Площта на Тонколили е 5391 км², а населението е 531 435 души (по преброяване от декември 2015 г.).

## Демография
Населението на окръга е около 365 000 души според данните от 2008. Най-голяма част от него съставляват етническите групи темне, лимба и куранко. Основната религия е ислям.

## Икономика
Главните икономчески активности в Тонколили са диамантено и златното минно дело и земеделието. Няколко хидроелектрически системи са разположени в окръга. Има също и резерват за дивеч в град Мамунта.